# Andrew Noymer
| Asteroizi descoperiți: 7 | Asteroizi descoperiți: 7 |
| ------------------------ | ------------------------ |
| 4131 Stasik              | 23 februarie 1988        |
| 4346 Whitney             | 23 februarie 1988        |
| 4768 Hartley             | 11 august 1988           |
| 5812 Jayewinkler         | 11 august 1988           |
| 10061 Ndolaprata         | 11 august 1988           |
| 19969 Davidfreedman      | 11 august 1988           |
| Format:DPL               | 11 august 1988           |

Andrew J. Noymer (n. 4 noiembrie 1971) este un astronom american.
Minor Planet Center i-a acreditat descoperirea a 7 asteroizi la Observatorul Siding Spring, Noua Galie de Sud, Australia.
Asteroidul 4956 Noymer a fost numit în onoarea lui.